# Вікові фісташки Криму
Вікові фісташки Криму.

## Список
1. Фісташка № 1 в заказнику Канака. Обхват 3 м. Висота 9 м. Вік 600 років[1]. Росте у балці в заказнику Канака (Привітненське лісництво, Судакський лісгосп). Вимагає заповідання[1].
2. Фісташка № 2 в заказнику Канака. Обхват 3,50 м. Вік 700 років. Росте в балці в заказнику Канака (Привітненське лісництво, Судакський лісгосп). Вимагає заповідання.[1]
3. Загибла фісташка у заказнику Канака. Обхват близько 3 м. Загинула у віці 600 років. Росла в балці в заказника Канака (Привітненське лісництво, Судакський лісгосп). Спалена блискавкою.[1]
4. Камишловські фісташки. Обхват першого дерева 2,90 м. Висота 10 м. Вік 600 років. Росте на лівому схилі Камишлового яру, на межі з ділянкою Картоусової В. О. Обхват другого дерева 3,60 м. Висота 10 м. Вік 700 років. Дерево росте в 200 м від першої фісташки на південь. Дерева дивом вціліли в кровопролитних боях при обороні  Севастополя, оскільки знаходилися в "мертвій " зоні артилерійського вогню. Обидва дерева вимагають заповідання.[1]
5. Фісташка. Обхват 2,60 м. Висота 15 м. Вік 500 років. Росте на території пансіонату «Таврида» між санаторіями «Карасан» і "Утес ", сел. Малий маяк. Дерево необхідно заповісти і захистити.[1]
6. Фісташка № 1 в заказнику Батиліман. Обхват 2,90 м. Висота 10 м. Вік 600 років. Зростає біля стоянки альпіністів біля підніжжя гори  Куш-Кая.[1]
7. Фісташка № 2 в заказнику Батиліман. Обхват 2,45 м. Висота 10 м. Вік 500 років. Зростає біля стоянки альпіністів біля підніжжя гори Куш-Кая.[1]
8. Дві фісташки. Обхват 3,80 м. Висота 10 м. Вік близько 700 років. Обхват 4,50 м у землі. Висота 5 м. Вік близько 800 років. Ростуть біля моря в парку санаторію "Карасан ". Вимагають заповідання.[1]
9. Фісташка. Обхват 4 м. Висота 5 м. Вік 800 років. Зростає недалеко від хреста біля стежки на горі Аюдаг (Ведмідь-гора), мис Монастирський. Придавлена валунами. Слід заповісти і захистити.[1]
10. Фісташка. Обхват 3,90 м. Висота 8 м. Вік близько 500 років. Зростає біля санаторію «Донбас», смт. Масандра. Має подвійний стовбур. Дерево необхідно заповісти, встановити охоронний знак.[1]
11. Фісташка. Обхват 2,77 м. Висота 10 м. Вік близько 500 років. Росте на території пам'ятки природи Ушакова балка, м. Севастополь. У дереві є дупло, стовбур вбетоновано в парапет сходів. Фісташку необхідно лікувати, заповісти, встановити охоронний знак.[1]
12. Три фісташки. Перша фісташка має обхват 3,60 м. Висота 5,7 м. Вік близько 700 років. Друга фісташка має обхват 2,90 м. Висота 6 м. Вік близько 600 років. Третя фісташка має обхват 3 м. Висота 5,5 м. Вік близько 600 років. Ростуть в балці Бекетовська недалеко від селища Семидвір'я — 100 м на захід від останнього повороту дороги в табір МЕІ. Необхідно вилікувати дупла. Дерева підлягають заповіданню як пам'ятки природи. Їх потрібно захистити і поставити охоронні знаки.[1]
13. Фісташка № 1 на г. Хрестова. Обхват стовбура 2,76 м. Висота 8 м. Вік 500 років. Знаходиться на східному схилі гори Хрестової в західній частині сел. Ореанда. На висоті 1,5 м від рівня землі стовбур ділиться на 5 гілок. Дерево потрібно заповісти, захистити і встановити охоронний знак.[1]
14. Фісташка № 2 на г. Хрестова. Обхват 3,33 м. Висота 9 м. Вік понад 600 років. Знаходиться на східному схилі гори Хрестової в західній частині сел. Ореанда. У дереві є дупло. Дерево необхідно заповісти, захистити і встановити охоронний знак, а також провести лікування.[1]
15. Фісташка № 3 на г. Хрестова. Обхват становить 3,03 м. Висота 7 м. Вік 600 років. Знаходиться на східному схилі майже на вершині гори Хрестової, західна частина сел. Ореанда. Стебло галузиться на 4 великі гілки. Є дупло. Дерево необхідно захистити, вилікувати, заповісти і встановити охоронний знак.[1]
16. Фісташка № 4 на г. Хрестова. Обхват 3,0 м. Висота 2 м. Вік 600 років. Знаходиться на південному схилі гори Хрестової нижче вершини гори, західна частина сел. Ореанда. Головного стебла немає. Є дупло. Дерево необхідно лікувати, заповісти, захистити і поставити охоронний знак.[1]
17. Фісташка № 5 на г. Хрестова. Обхват стовбура 3,30 м. Висота 7 м. Вік 600 років. Знаходиться на північній частині гори Хрестової в західній частині сел. Ореанда. На захід дерево притискається до трикутної брили. Стовбур дуплистий. Необхідно лікування, заповідання дерева, його огорожування і установка охоронного знака.[1]
18. Фісташка № 6 на г. Хрестова. Обхват 2,75 м. Висота 5 м. Вік 500 років. Знаходиться на західному схилі гори Хрестової в західній частині сел. Ореанда. Ця фісташка зростає південніше і ближче до вершини гори від примітивної хатини. Великі гілки відпиляні, є дупла. Дерево необхідно лікувати, заповісти, захистити і встановити охоронний знак.[1]
19. Фісташка № 7 на г. Хрестова. Обхват 3,10 м. Висота 10 м. Вік понад 600 років. Знаходиться на західному схилі гори Хрестової в західній частині сел. Ореанда. Стовбур ділиться на три великі гілки, дерево оповите плющем. У 2 м від дерева є підкоп-траншея, зверху прикрита шифером. Фісташку необхідно заповісти, захистити і поставити охоронний знак.[1]
20. Фісташка. Обхват 3,10 м. Висота 9 м. Вік 600 років. Зростає посеред майданчика, зліва від нижнього східного входу в Нікітський ботанічний сад в нижній частині сел. Нікіта. Навколо дерева встановлено парапет. До дерева прибито табличку "Туалет ". Табличку необхідно зняти, дерево заповісти, захистити і встановити охоронний знак.[1]
21. Фісташка. Обхват 2,70 м. Висота 7 м. Вік 500 років. Росте в двох метрах зліва від сегментної бетонної дороги до моря і майданчика з флагштоками, мис Сарич. Дерево необхідно заповісти, захистити і встановити охоронний знак.[1]

## Ресурси Інтернету
- Фотогалерея самых старых и выдающихся деревьев Украины  [Архівовано 8 квітня 2014 у Wayback Machine.]

## Виноски
1. 1 2 3 4 5 6 7 8 9 10 11 12 13 14 15 16 17 18 19 20 21 22   Шнайдер С. Л., Борейко В. Е., Стеценко Н. Ф. 500 выдающихся деревьев Украины. — К.: КЭКЦ, 2011. — 203 с.